# El Porvenir, San Pedro Pochutla
El Porvenir är en ort i Mexiko.   Den ligger i kommunen San Pedro Pochutla och delstaten Oaxaca, i den sydöstra delen av landet, 500 km sydost om huvudstaden Mexico City. El Porvenir ligger 431 meter över havet och antalet invånare är 128.
Terrängen runt El Porvenir är lite bergig, och sluttar söderut. Runt El Porvenir är det ganska tätbefolkat, med 60 invånare per kvadratkilometer. Närmaste större samhälle är Crucecita, 19,9 km sydost om El Porvenir. I omgivningarna runt El Porvenir växer i huvudsak lövfällande lövskog.